# Ruine Turmhölzle
Die Ruine Turmhölzle ist die Ruine einer Spornburg auf einem 620 m ü. NN hohen spornartigen Ausläufer der Hohen Möhr östlich des Ortsteils Raitbach der Stadt Schopfheim im Landkreis Lörrach in Baden-Württemberg. Von der ehemaligen kleinen Burganlage aus dem Hochmittelalter sind noch die Reste des Bergfriedes und weitere Mauerreste erhalten.

## Geschichte
Über die Burganlage sind bis heute keine geschichtlichen Daten bekannt. Nach der Art des Mauerwerkes des Bergfriedes könnte sie während des 12. Jahrhunderts errichtet worden sein. Die heutige Bezeichnung Turmhölzle ist erst in späterer Zeit aufgekommen und stellt nicht den historischen Namen dar. In Güterverzeichnissen aus dem 15. Jahrhundert, die den Besitz des Klosters St. Blasien in Raitbach festhalten sollten, findet sich der Name „Fernegg“ für das Burggebiet und damit wohl auch für die Burg. Ein weiterer Hinweis auf die Burg könnte ein Güterverzeichnis von 1360 sein, das von einem Hof „unter der Egge“ spricht. Wahrscheinlich war die Burg vom Kloster zu Lehen an Ministeriale gegeben und diente der Sicherung der klösterlichen Grundherrschaft.
Im Sommer des Jahres 1981 wurde die Burgruine von Schülergruppen unter der Leitung der Archäologen Thomas Keilhack und Gerhard Wesselkamp aus Eimeldingen großflächig ausgegraben.

## Beschreibung
Die Burgstelle befindet sich auf einer nach Westsüdwesten gerichteten Spornkuppe, die an drei Seiten steil in die umliegenden Bachtäler abfällt. Die länglich-ovale Burgfläche wird durch einen Ringgraben mit teilweise stark verflachten Außenwall umgeben, zur ansteigenden Bergseite im Osten wurden noch zwei weitere Gräben angelegt.

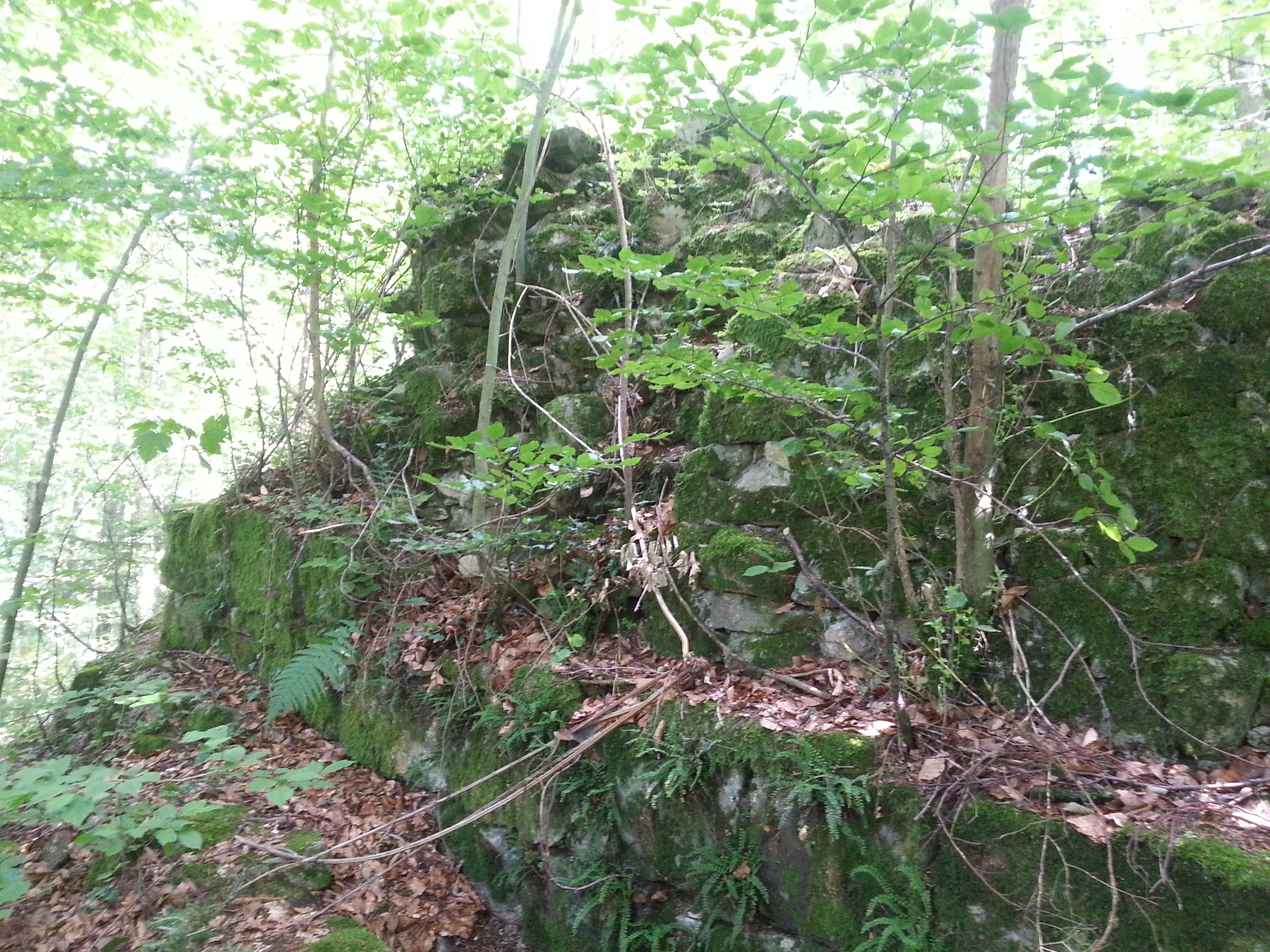
Rest des Bergfrieds

Die Kernanlage bestand aus einer Ringmauer, einem Bergfried und einem an Bergfried und Bering angebauten Gebäude. Der quadratische Bergfried weist eine Mauerstärke von etwa 2,5 Meter auf. Sein Mauerwerk bestand aus glatten Quadern ohne Bossen. Westlich schließt sich an diesen Hauptturm ein größerer Gebäudetrakt an, wie Baufugen zeigen, war dieses Gebäude in mehreren Bauphasen errichtet worden. Die Lage des Burgtores ist noch nicht bekannt.